# St. Peter und Paul (Herbede)

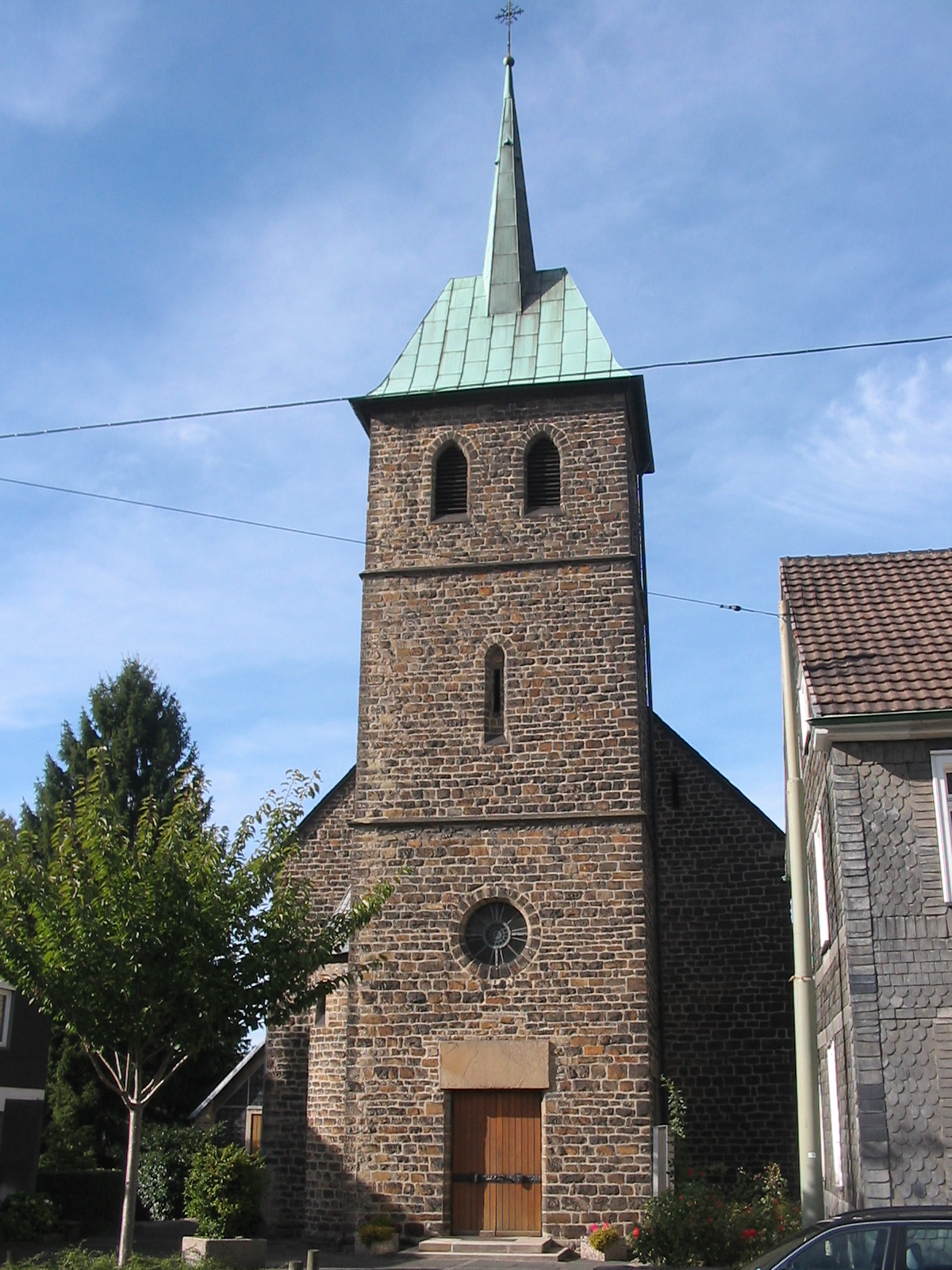
St. Peter und Paul, Oktober 2013

St. Peter und Paul ist eine römisch-katholische Kirche im Ortsteil Herbede in Witten. Sie liegt an der Meesmannstraße 99 und zählt zum Bistum Essen. Sie ist die Pfarrkirche der gleichnamigen Kirchengemeinde.

## Pfarrei
Zur Pfarrei zählen:
- St. Peter und Paul, Herbede
- St. Antonius, Witten-Buchholz (Kirche 2024 profaniert)
- St. Augustinus und Monika, Volmarstein
- St. Januarius, Niedersprockhövel
- St. Josef, Haßlinghausen
- St. Liborius, Wengern